# Antigua basílica de San Pedro

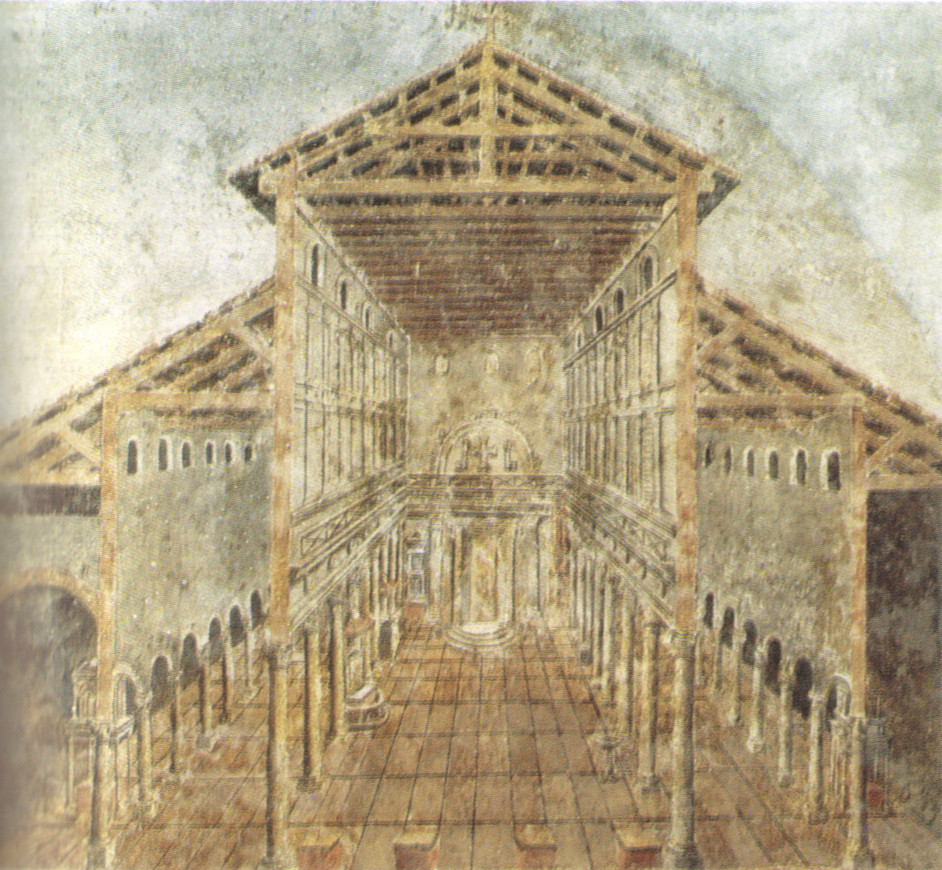
Fresco que muestra el aspecto de la basílica en el.

La antigua basílica de San Pedro era el edificio que se erigía en el lugar donde ahora se halla la basílica de San Pedro, en la actual Estado de la Ciudad del Vaticano. También se conoce al edificio desaparecido como basílica constantiniana, por haber sido mandada construir por el emperador Constantino I.
La actual basílica de san Pedro fue construida en el siglo XVI, por orden del papa Julio II, conservando algunos elementos de su predecesora.

## Historia

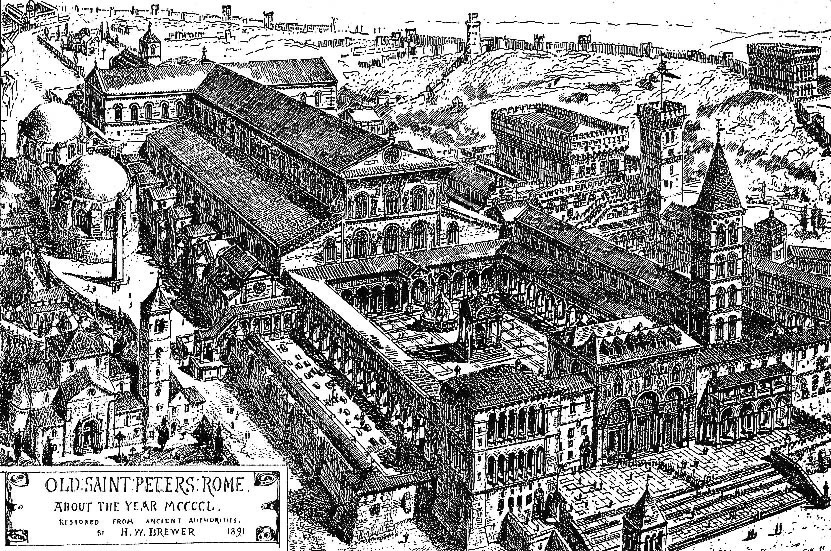
Dibujo del de la antigua basílica de San Pedro, tal como se cree que lucía alrededor del año 1450. El Obelisco Vaticano se halla a la izquierda, aún en pie, en el sitio donde fue erigido por orden del emperador Calígula en el año 37.

Desde la época de la crucifixión y sepultura de san Pedro en el año 64, se ha creído que en este lugar se halla su tumba y un pequeño santuario. La construcción de una basílica sobre el lugar comenzó bajo las órdenes del emperador romano Constantino I, entre 326 y 333, y se necesitaron 30 años para completarla.
El diseño era el típico de una basílica romana, adaptada para el culto cristiano. La iglesia mandada erigir por el Emperador ganó importancia durante los siguientes doce siglos, y se convirtió en un importante lugar de peregrinación. Las coronaciones papales comenzaron a celebrarse allí; también fue el lugar donde Carlomagno fue coronado, en el año 800. Gracias a su prestigio, el templo fue decorado con estatuas, mobiliario y mosaicos, y continuamente se agregaban sepulcros y altares a sus costados.
No obstante, en el siglo XV la basílica se encontraba en estado ruinoso, y tras el Papado de Aviñón, comenzó a discutirse la reparación de parte de la estructura. Las obras fueron encomendadas a los arquitectos Leon Battista Alberti y Bernardo Rossellino, quienes mejoraron el ábside y agregaron una loggia de varios pisos a la fachada del atrio, cuya construcción continuó de manera intermitente hasta que comenzaron las obras de la nueva basílica.
En el siglo XVI, el papa Julio II, gran mecenas de las artes, decidió remodelar completamente el edificio. En un principio, tuvo la intención de conservar la vieja basílica, pero al poco tiempo su atención se centró en derribarla y construir una estructura nueva. Este plan horrorizó a muchas personas de la época, ya que el edificio representaba una continuidad papal que se remontaba a Pedro. Además, la estructura se hallaba repleta de tumbas pertenecientes a santos y papas; incluso siguieron encontrándose huesos, durante la construcción, hasta febrero de 1544. Finalmente, el trazado de la nueva basílica intentó conservar dichos restos tanto como fuera posible, y el altar original se preservó dentro de la nueva estructura que lo albergaría.

## Diseño
El edificio consistía en cinco naves: una amplia, en el centro, y dos más pequeñas a cada uno de los lados. A su vez, cada una de las naves estaba dividida por 21 columnas de mármol, que eran restos tomados de antiguos edificios paganos.
La basílica, de 110 metros de largo, tenía forma de cruz latina y un techo de madera en el interior, que alcanzaba una altura de 30 metros en el centro de la construcción. En la entrada se hallaba un atrio, al que se conocía como «el Jardín del Paraíso», con cinco puertas por las que se accedía al cuerpo principal de la iglesia; este atrio en realidad era un agregado realizado en el siglo XV. No obstante, a diferencia de los templos paganos anteriores, el exterior de la basílica no estaba especialmente decorado. Conocemos parte de ese aspecto exterior por dibujos, grabados, y el fresco de Rafael Sanzio El incendio del Borgo, donde se representa el antiguo edificio de forma realista.

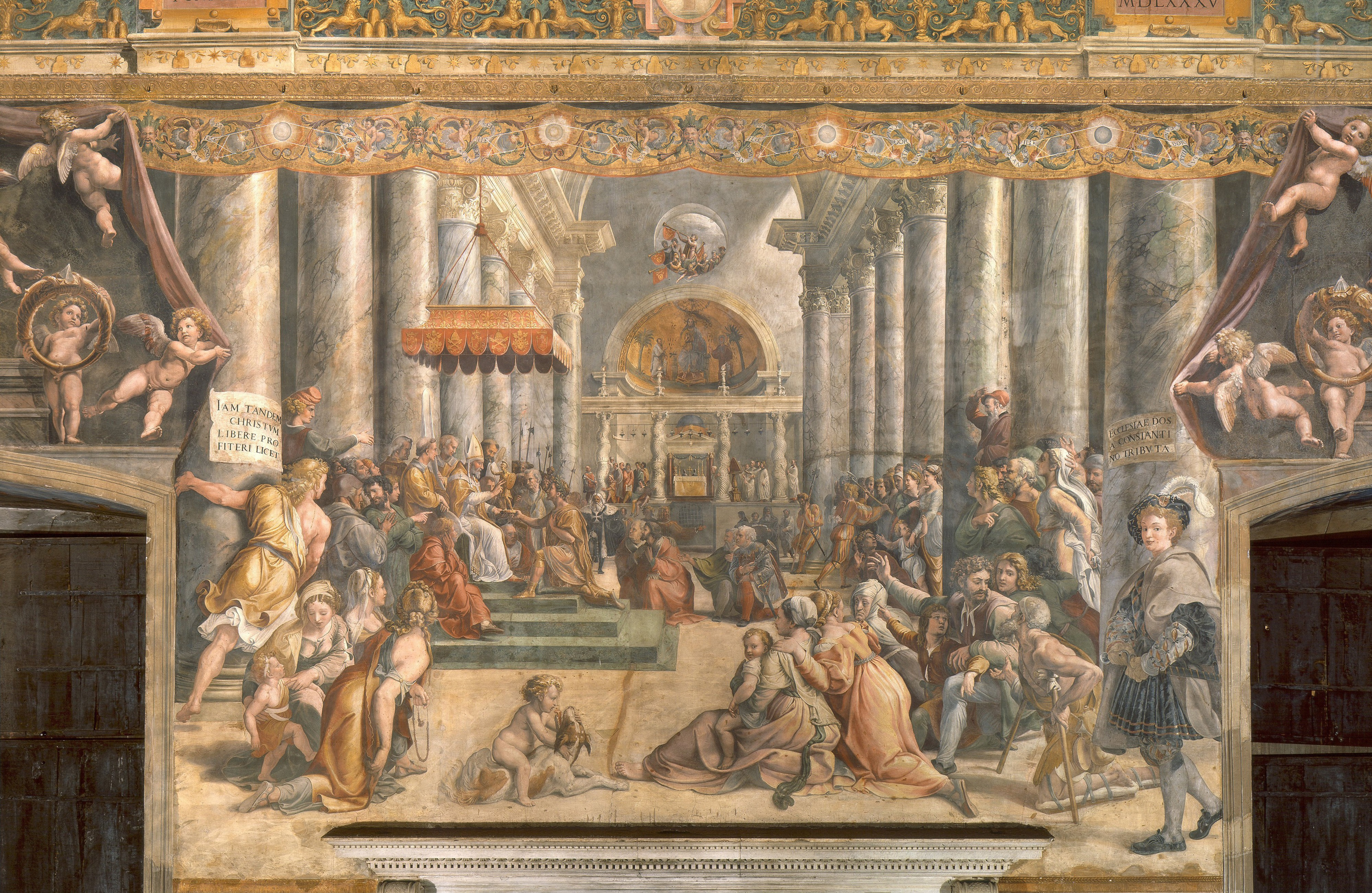
La donación de Constantino (c. 1520), del taller de Rafael, muestra cómo era el interior de la antigua San Pedro. En el fondo del fresco, al centro, puede observarse la disposición original del altar, con cuatro columnas salomónicas frente a este.

La creación del mosaico conocido como la Navicella (1305-1313), ubicado en el atrio, se atribuye a Giotto di Bondone. El enorme mosaico había sido encargado por el cardenal Jacopo Stefaneschi y ocupaba la totalidad de la pared por encima del arco que daba al patio. La obra mostraba a san Pedro caminando sobre las aguas. Este extraordinario trabajo fue dañado durante la construcción de la nueva basílica en el siglo XVI, aunque aún se conserva gran parte de la obra, bien que restaurada. Navicella significa «barco pequeño», en referencia al barco que dominaba la escena y cuya vela, hinchada por los vientos de la tormenta, se imponía sobre el horizonte. Este tipo de representación naturalista del mar sólo se conocía en obras de arte antiguo.
La nave de la iglesia terminaba en un arco que contenía un mosaico figurando a Constantino y san Pedro, a quien se le entregaba un modelo de la iglesia de Cristo. En las paredes, de 11 ventanas cada una, podían encontrarse frescos con escenas tanto del Antiguo como del Nuevo Testamento.
Uno de los restos más excepcionales de la decoración medieval de la antigua basílica es el fragmento de un mosaico del siglo VIII, La Epifanía. Dicho fragmento, que se conserva en la sacristía de la iglesia romana de Santa Maria in Cosmedin, es prueba de la gran calidad artística de los mosaicos perdidos.
El altar de la basílica constantiniana contaba con varias columnas salomónicas. Según la tradición, Constantino tomó estas columnas del Templo de Salomón y las regaló a la iglesia; sin embargo, es probable que en realidad fueran de una iglesia de Oriente. Cuando Gian Lorenzo Bernini construyó el baldaquino para cubrir el nuevo altar de San Pedro, se alejó del diseño intrincado de las antiguas columnas. Ocho de las columnas originales fueron trasladadas al interior de la nueva basílica de san Pedro.

### Individuales
1. 1 2 3  Boorsch, Suzanne (Invierno de 1982-1983). «The Building of the Vatican: The Papacy and Architecture». The Metropolitan Museum of Art Bulletin 40 (3): 4-8.
2. ↑  Sobocinski, Melanie Grunow (2005). Detroit and Rome. The Regents of the Univ of Michigan. p. 77. ISBN 0-933691-09-2.
3. ↑  Hersey, George L (1993). High Renaissance Art in St. Peter's and the Vatican: An Interpretive Guide. University of Chicago Press. pp. 73-4. ISBN 0-226-32782-5.
4. ↑  Garder, Helen, et al (17 de marzo de 2004). Gardner's Art Through the Ages With Infotrac. Thomas Wadsworth. p. 619. ISBN 0-15-505090-7.
5. ↑  La Donación de Constantino en el sitio web de los Museos Vaticanos
6. ↑  "Old Saint Peter's Basilica". Encyclopædia Britannica. 2006.